# Консервативна революція
«Консервати́вна револю́ція» (нім. Konservative Revolution) — поняття, запроваджене 1950 року швейцарським журналістом і публіцистом Арміном Молером (Armin Mohler) для поєднання групи ідеологічних течій, що виникли і розвивалася після закінчення Першої світової війни в епоху Веймарської республіки. Об'єднуючими рисами для різноманітних ідей та їхніх провідників були — етнічний антилібералізм, антидемократія та заперечення суспільної рівності. 

## Представники
Найбільш відомі представники консервативно-революційної ідеології : Едгар Юліус Юнг, Артур Меллер ван ден Брук, Ернст Юнґер, Фрідріх Юнґер, Вернер Зомбарт, Штефан Ґеорґе, Карл Шмітт, Отмар Шпанн, Освальд Шпенґлер, Ернст Нікіш, Ганс Фрайєр, італійський традиціоналіст Юліус Евола та основоположник фундаментальної онтології Мартін Гайдеґґер.
Ідеї, що сповідалися представниками консервативно-революційного руху, як правило, розглядаються в контексті розвитку т.зв. «ідеологій Третього Шляху» (або «Третьої позиції»), що протиставляє себе як марксизму, так і лібералізму.
Мислителі, що відносили себе до консервативно-революційного табору, були прихильниками «нового» консерватизму і націоналізму, що має специфічно німецьку, прусську природу. Подібно до інших консервативних рухів того ж періоду, вони шукали спосіб протидії комуністичному руху, який набирав силу, при цьому деякі з консервативних революціонерів були прихильниками «консервативного соціалізму».
Водночас Адольф Гітлер в 1936 році у статті в «Der Völkische Beobachter» називав себе «найбільш консервативним революціонером у світі».

## Розвиток течії
Вихід 1918 року праці Освальда Шпенґлера «Сутінки Європи» заклав наріжний камінь у формування, узагальнення та поширення нової парадигми критики ліберально-демократичного капіталістичного світоустрою, пізніше означеної терміном «консервативна революція».
Феномен консервативної революції, набувши розвитку в філософських колах Німеччини 1920-их років, став підсумком загальної критики модерну в його філософських, культурних, релігійних, політичних, соціальних, економічних та інших аспектах, задекларувавши повернення шляхом загальної парадигмальної революції до витоків ідеократичного ієрархічного світу традиції. До основоположних теоретиків течії консервативної революції прямо чи опосередковано відносять широкий спектр авторів: Артура Меллера ван ден Брука, Освальда Шпенґлера, Ернста Нікіша, Едгара Юнга, Карла Шмітта, Ернста і Фрідріха Юнґерів, Юліуса Еволу, Арміна Молера та ін.

## Риси консервативної революції
Характерною рисою теорії і методології Консервативної Революції стає повний перегляд усіх базових категорій Модерну, в тому числі поняттєво-термінологічного апарату. Філософія руху передбачає концептуальну зміну тлумачення терміна «революція», наголошуючи на його етимологічному походженні від латинського субстантиву «re-volvere» — «повернення до власного витоку, вихідної точки». Міфу раціонального Майбутнього протиставляється міф ідеального Минулого: «…для перемоги над сучасним світом саме із джерел слід черпати „революційну“ та обновлюючу силу».
Головними тезами Консервативної Революції стають антиісторизм, антираціоналізм, антикапіталізм, антиліберальність, на противагу чому як вищі і самодостатні цінності утверджуються принципи ідеалізму, елітаризму, авторитаризму і трансцендентності: "Від «фундаментального консерватизму» «консервативних революціонерів» відрізняла відкритість щодо динаміки, проекту, прагнення до майбутнього… Від класичного соціалізму й матеріалізму — акцент, поставлений на духовності, традиції, ієрархії, любов до минулого".
Практично ідеологи консервативної революції, протиставивши себе як лібералізму, комунізму, так і «старим» консерваторам, здійснили основоположну зміну акцентів між категоріями форми та змісту: визнаючи та інтегруючи окремі форми модерну, консервативні революціонери маніфестували їхнє підпорядкування та інструментальну роль у відновленні Традиції. Консервативна Революція, за словами Гуґо фон Гофманшталя, виступає «консервативною за змістом, революційною по формі», а парадоксальна формула Жака Берж'є і Луї Повеля «Рене Ґенон плюс танкові дивізії». окреслює нові підходи до реставрації старого світу.
Акцентуючи першочергову значимість внутрішньої сутності, італійський філософ-традиціоналіст Юліус Евола у своїй роботі «Люди і руїни» піддає критиці як підривні сили сучасного світу, так і штучну консервацію застарілих суспільних форм: «Для справжнього революційного  консерватора питання полягає в збереженні вірності принципам, а не тим установам та інститутам минулого, які є лише частковими формами вираження цих принципів…». Таким чином у форматі консервативної революції було обґрунтовано абсолютно нову, препостмодерну модель сучасності, інтегрованої у парадигмальний вимір традиції, що набуло синонімічних визначень «третьої позиції» та «третього шляху».
Обсяг фундаментальних концепцій, переглянутих філософією Консервативної Революції, сягає не тільки Просвітництва, але й Ренесансу та Реформації. По своїй суті, Консервативна Революція висуває тезу ресакралізації як політики, так і всіх сфер людського буття, повернення сакрального у центр людського мікрокосму, з чим пов'язані теорії Мартіна Гайдеґґера та Мірчі Еліаде, яких традиційно розглядають у контексті консервативно-революційної філософії.
Водночас діалектичний підхід до визначення суті та цілей Консервативної Революції, її зверненість до метафізичних основ, недогматичність та гнучке бачення сучасних форм дають поверховий привід дослідникам з ліберально-демократичного табору ставити під сумнів існування Третьої Позиції як цілісної ідейно-філософської течії: «…аксіоми, що їх розробив Молер, далекі від такого підходу: вони роблять неможливим розвиток конкретних позицій щодо актуальних політичних, соціяльних і економічних питань, а пропонують лише хисткі образи…».

## Розвиток течії
Після 1945 р. дискурс Консервативної Революції розширюється, і пізніше в нього включають теоретичні напрацювання як «нових правих» (національно-культурний аспект), так і «нових лівих» (соціально-економічний аспект). Паралельно з філософією власне Консервативної Революції з контекстом її проблематики слід також пов'язати деякі фрагментарні течії критики Сучасного світу: аріософію (Г. Вірт, К. Вілігут), неоязичництво (Ґ. фон Ліст, Г. фон Лібенфельс), расіалізм (А. де Гобіно, Г. Чемберлен, Г. Ґюнтер), євразійство (К.Гаусгофер, Н.Устрялов), аристократичний індивідуалізм Ф.Ніцше. В Україні до консервативної революції відносять В’ячеслава Липинського.

## Історіографія
- Alter, Peter, 1985: Nationalismus, Frankfurt.
- Boehm, Max Hildebert, 1932: Das eigenständige Volk, Göttingen.
- Boehm, Max Hildebert, 1933: Der Bürger im Kreuzfeuer, Göttingen.
- Freyer, Hans, 1925: Der Staat, Leipzig.
- Freyer, Hans, 1931: Revolution von rechts, Jena.
- Freyer, Hans, 1933: Herrschaft und Planung, Hamburg.
- Fried Ferdinand, 1931: Das Ende des Kapitalismus, Jena.
- Fritzsche, Klaus, 1976: Politische Romantik und Gegenrevolution. Fluchtwege aus der Krise der bürgerlichen Gesellschaft: Das Beispiel des'Tat'-Kreises, Frankfurt.
- Gerstenberger, Heide, 1969: Der revolutionäre Konservatismus, Berlin.
- Giere, Walter, 1967: Das politische Denken Hans Freyers in den Jahren der Zwischenkriegszeit (1918–1939), Phil. Diss. Freiburg.
- Goeldel, Denis, 1954: Moeller van den Bruck (1876–1925) — Un nationaliste contre la revolution. Contribution a l'etude de la 'Revolution conservatrice' et du conservatisme allemand du XXe siecle, Frankfurt.
- Hietala, Marjatia, 1975: Der neue Nationalismus in der Publizistik Ernst Jüngers und des Kreises um ihn, 1920–1933, Helsinki.
- Holzbach, Heidrun, 1981: Das 'System Hugenberg'. Die Organisation bürgerlicher Sammlungspolitik vor dem Aufstieg der NSDAP, Stuttgart.
- Jenschke, Bernhard, 1971: Zur Kritik der konservativ-revolutionären Ideologie in der Weimarer Republik. Weltanschauung und Politik bei Edgar Julius Jung, München.
- Jünger, Ernst, 1926: Vorwort zu Friedrich Georg Jünger: Aufmarsch des Nationalismw, hrg. von Ernst Jünger, Berlin, VII–XIII.
- Jünger, Ernst, 1932: Der Arbeiter. Herrschaft und Gestalt, Hamburg.
- Jünger, Ernst, 1980: Der Kampf als inneres Erlebnis, in: Ernst Jünger, Sämtliche Werke Bd. 7, Stuttgart, 9-103 (zuerst 1922).
- Jung, Edgar Julius, 31930: Die Herrschaft der Minderwertigen, Berlin.
- Jung, Edgar Julius, 1933: Sinndeutung der deutschen Revolution, Oldenburg.
- Kabermann, Friedrich, 1973: Widerstand und Entscheidung eines deutschen Revolutionärs. Leben und Denken von Ernst Niekisch, Köln.
- Kondylis, Panajotis, 1985: Konservativismus. Geschichtlicher Gehalt und Untergang, Stuttgart.
- Levi-Strauss, Claude, 1968: Das wilde Denken, Frankfurt.
- Moeller van den Bruck, Arthur, 1932: Das Recht der jungen Wlker, hrsg. von Hans Schwarz, Berlin,
- Moeller van den Bruck, Arthur, 31938: Das dritte Reich, Hamburg (zuerst 1923).
- Mohler, Armin, 31989: Die KonservaÜve Revolution in Deutschland 1918–1932,2Bde., Darmstadt (zuerst 1961).
- Muller, Jerry Z., 1987: The Other God that Failed. Hans Freyer and the Deradicalization of German Conservatism, Princeton N.J.
- Neumann, Volker, 1980: Der Staat im Bürgerkrieg, Frankfurt/New York.
- Niekisch, Ernst, 1930: Die Entscheidung, Berlin.
- Nietzsche, Friedrich, 1966: Werke in drei Bänden, hrsg. von Karl Schlechra, München.
- Petzold, Joachim, 1978: Wegbereiter des deutschen Faschismus. Die Jungkonservativen in der Weimarer Republik, Köln.
- Prümm, Karl, 1974: Die Literatur des Soldatischen Nationalismus der 20er Jahre, 2 Bde., Kronberg/Ts.
- Quaritsch, Helmut (Hrsg.), 1988: Complexio Oppositorum. Uber Carl Schmitt Berlin.
- Sauermann, Ulrich, 1984: Die Zeitschrift 'Widerstand' und ihr Kreis. Phil. Diss. Augsburg.
- Schieder, Wolfgang, 1989: Carl Schmitt und Italien, in: Vierteljahreshefte für Zeitgeschichte 37, 1-21.
- Schildt, Axel, 1981: Militärdiktatur mit Massenbasis? Die Ouerfrontkonzeption der Reichswehrführung unter General v. Schleicher am Ende der Weimarer Republik, Frankfurt/New York.
- * Schmitt, Carl, 1940: Positionen und Begriffe im Kampf mit Weimar-Genf-Versailles 1923–1939, Hamburg.
- Schmitt, Carl, 1941: Völkerrechtliche Großraumordnung mit Interventionsverbot für fremde Mächte, Berlin/Leipzig/Wien.
- Schmitt, Carl, 1969: Die geistesgeschichtliche Lage des heutigen Parlamentarismus, Berlin (zuerst 1923).
- Schmitt, Carl, 1969a: Der Hüter der Verfassung, Berlin (zuerst 1931).
- Schmitt, Carl, 1970: Verfassungslehre, Berlin (zuerst 1928).
- Schmitt, Carl, 1973: Verfassungsrechtliche Aufsätze, Berlin.
- Schwarz, Hans-Peter, 1962: Der konservative Anarchist. Politik und ZeitkriÜk Ernst Jüngers, Freiburg.
- Sontheimer, Kurt, 1968: Antidemokratisches Denken in der Weimarer Republik, München.
- Spengler, Oswald, 1924: Preußentum und Sozialismus, München (zuerst 1919).
- Spengler, Oswald, 1932: Politische Schriften, München.
- Spengler, Oswald, 1932a: Der Mensch und die Technik, München.
- Spengler, Oswald, 1933: Jahre der Entscheidung, München.
- Spengler, Oswald, 1973: Der Untergang des Abendlandes, München (zuerst 1918/1972).
- Stapel, Wilhelm, 1932: Der christliche Staatsmann. Eine Theologie des Nationalismus, Hamburg.
- Stern, Fritz, 1986: Kulturpessimismus als politische Gefahr, München.
- Stupperich, Amrei, 1982: Volksgemeinschaft oder Arbeitersolidarität. Studien zur Deutschnationalen Volkspartei (1918–1933), Göttingen/Zürich.
- Tat, Die. Unabhängige Monatsschrift für Politik und Kultur, Jena. Bd. 21 (1929–1930); 22 (1930–1931) 23 (1931–1932), 24 (1932–1933).
- Üner, Elfriede, ;981: Jugendbewegung und Soziologie. Wissenschaftssoziologische Skizzen zu Hans Freyers Werk und
- Wissenschaftsgemeinschaft bis 1933, in: Kölner Zeitschrift für Soziologie und Sozialpsychologie, Sonderheft 23, 131–159.
- Wendt, Bernd-Jürgen, 1987: Großdeutschland. Außenpolitik und Kriegsvorbereitung des Hitler-Regimes, München.
- Stefan Breuer in: Politische Vierteljahresschrift 31. Jg. 1990 Heft 4 S. 585–607.

### Українською
- Мартін Блюментріт. Консервативна революція: критика одного міту // Ї. — 2004. — Вип. № 34 (5 травня). — С. С. 160—176. Архівовано з джерела 29 вересня 2008. Процитовано.
- Святослав Вишинський. Демократія та егалітаризм у перспективі інтегрально-традиціоналістської філософії Юліуса Еволи // Духовність. Культура. Нація. Збірник наукових статей. — 2010. — Вип. Вип. 5 (5 травня). — С. С. 253—261. Архівовано з джерела 6 березня 2012. Процитовано.
- Святослав Вишинський. До проблеми співвідношення онтологічних дискурсів «philosophia perennis» // Наукові записки. Серія «Філософія». — 2012. — Вип. Вип. 10 (5 травня). — С. С. 214—224. Архівовано з джерела 5 березня 2016. Процитовано.
- Святослав Вишинський. Доля буття у дзеркалі фундаментальної онтології та інтегрального традиціоналізму // Мультиверсум. Філософський альманах. — 2011. — Вип. Вип. 9 (107) (5 травня). — С. С. 188—200. Архівовано з джерела 2 лютого 2012. Процитовано.
- Святослав Вишинський. Консервативна Революція як акт реставрації традиційного світу // Всеукраїнська студентсько-аспірантська міждисциплінарна конференція «Філософія: нове покоління». 28-29 лютого 2008 року. Тези доповідей. — 2008. — 5 травня. — С. С. 63—65. Архівовано з джерела 10 вересня 2012. Процитовано.
- Богдан Вишневецький. Спомин про Вандею // Персонал плюс. — . — Вип. № 27 (178). Архівовано з джерела 11 грудня 2011. Процитовано.
- Александр Дуґін. Консервативна Революція (типологія політичних рухів Третього Шляху) // Ї. Незалежний культурологічний часопис. — 2000. — Вип. № 16 (5 травня). — С. С. 54—85. Архівовано з джерела 4 грудня 2010. Процитовано.
- Галина Лозко. Основоположники консервативної революції // Персонал плюс. — . — Вип. № 5 (156). Архівовано з джерела 11 вересня 2010. Процитовано.
- Райнольд Оберлерхер. Зміст консервативної революції (З приводу статті Х. Айхберга «Нісенітниця консервативної революції»). Процитовано 31 січня 2011.[недоступне посилання]
- Олена Семеняка. Консервативна революція як філософсько-політична парадигма в контексті феномену критики справа // V. Критика як філософська настанова. Тези П’ятої Міжнародної студентсько-аспірантської конференції «Філософія. Нове покоління». — 2010. — 5 травня. — С. С. 44—45. Архівовано з джерела 20 вересня 2014. Процитовано.
- Олена Семеняка. Концепт «людини особливого типу» в консервативній революції (на прикладі Анарха Юнґера та правого анархіста Еволи) // Маґістеріум. Історико-філософські студії. — 2010. — Вип. Вип. 39 (5 травня). — С. С. 43—48. Архівовано з джерела 14 березня 2012. Процитовано.
- Олена Семеняка. «Новий націоналізм» Ернста Юнґера як метафізичний кодекс «нового людського типу» // Наукові записки НаУКМА. Філософія та релігієзнавство. — 2011. — Т. Т. 115 (5 травня). — С. С. 41—44. Архівовано з джерела 14 січня 2012. Процитовано.
- Ігор Загребельний. Націоналізм versus Модерн: життя і творчість Дмитра Донцова в оптиці консервативної революції. Архівовано з джерела 25 грудня 2017. Процитовано.

### Російською
- Консервативная революция // http://dic.academic.ru. Архівовано з джерела 19 березня 2017. Процитовано.
- Сергей Алленов. «Консервативная революция» в Германии 1920-х – начала 1930-х годов: Проблемы интерпретации // «Полис».[недоступне посилання]
- Стефан Бройер. Консервативная Революция: критика мифа. — 2010. — 8 березня. Архівовано з джерела 25 квітня 2010. Процитовано 31 января 2011.
- Роджер Вудс. Консервативная революция: зарождение // Гефтер. — 2016. — 27 квітня. Архівовано з джерела 16 травня 2016. Процитовано.
- Александр Дугин. КОНСЕРВАТИВНАЯ РЕВОЛЮЦИЯ. — АРКТОГЕЯ. — Москва, 1994.
- Руслан Курбанов. Консервативная революция и кавказский либерализм // «Русский журнал». Архівовано з джерела 9 жовтня 2010. Процитовано.
- Александр Михайловский. Консервативная революция: апология господства. Статья первая. — 2007. — 10 липня. Архівовано з джерела 8 жовтня 2010. Процитовано 31 января 2011.
- Александр Михайловский. Консервативная революция: апология господства. Статья вторая. — 2007. — 16 липня. Архівовано з джерела 4 січня 2012. Процитовано 31 января 2011.
- Елена Семеняка. Человек особого типа в консервативной революции (На примере анарха Юнгера и правого анархиста Эволы) // Intertraditionale. Международный альманах Традиции и Революции. — 2010. — Вип. № 1 (5 травня). — С. С. 351—362. Архівовано з джерела 13 січня 2012. Процитовано.
- Елена Семеняка. Эрнст Юнгер как лицо Консервативной Революции // Intertraditionale. Международный альманах Традиции и Революции. — 2011. — Вип. № 2 (5 травня). — С. С. 359—367. Архівовано з джерела 20 вересня 2014. Процитовано.
- Сергей Яшин. Консервативная революция в Индии // «Правое сопротивление». — . — Вип. № 1 (6). Архівовано з джерела 15 жовтня 2008. Процитовано.

### Німецькою
- Mohler A. Die Konservative Revolution in Deutschland 1918--1932. Darmstadt, 1972. S. 130-138.

| Політика | Це незавершена стаття про політику. Ви можете допомогти проєкту, виправивши або дописавши її. |

| Аристотель | Це незавершена стаття з філософії. Ви можете допомогти проєкту, виправивши або дописавши її. |